# Gran Premio di superbike di Valencia 2005
Il Gran Premio di superbike di Valencia 2005 è stato la terza prova su dodici del campionato mondiale Superbike 2005, disputato il 24 aprile sul circuito di Valencia, in gara 1 ha visto la vittoria di Troy Corser davanti a Chris Vermeulen e Yukio Kagayama, lo stesso pilota si è ripetuto anche in gara 2, davanti a Chris Vermeulen e Chris Walker.
La vittoria nella gara valevole per il campionato mondiale Supersport 2005 è stata ottenuta da Sébastien Charpentier.
A partire da questa stagione, il campionato Europeo della classe Superstock viene elevato al rango di competizione mondiale, pertanto cambia denominazione divenendo Superstock 1000 FIM Cup, la prima gara stagionale del campionato 2005 viene vinta da Kenan Sofuoğlu.
Contestualmente alla riforma della Superstock 1000, viene introdotta una nuova classe nel contesto dei campionati per motociclette per derivate dalla serie, infatti è questa la prima gara del nuovo campionato Europeo Superstock 600, che viene vinta da Yoann Tiberio.

## Risultati

### Gara 1

#### Arrivati al traguardo[6]
| Pos. | Nº  | Pilota              | Squadra                     | Motocicletta       | Giri | Tempo     | Griglia | Punti |
| ---- | --- | ------------------- | --------------------------- | ------------------ | ---- | --------- | ------- | ----- |
| 1º   | 11  | Troy Corser         | Alstare Suzuki Corona Extra | Suzuki GSXR1000 K5 | 23   | 37:31.052 | 1º      | 25    |
| 2º   | 77  | Chris Vermeulen     | Winston Ten Kate Honda      | Honda CBR 1000RR   | 23   | +0:09.116 | 2º      | 20    |
| 3º   | 71  | Yukio Kagayama      | Alstare Suzuki Corona Extra | Suzuki GSXR1000 K5 | 23   | +0:12.788 | 9º      | 16    |
| 4º   | 9   | Chris Walker        | PSG-1 Kawasaki Corse        | Kawasaki ZX10      | 23   | +0:16.867 | 7º      | 13    |
| 5º   | 41  | Noriyuki Haga       | Yamaha Motor Italia WSB     | Yamaha YZF R1      | 23   | +0:17.882 | 10º     | 11    |
| 6º   | 32  | Sébastien Gimbert   | Yamaha Motor France-Ipone   | Yamaha YZF R1      | 23   | +0:26.495 | 15º     | 10    |
| 7º   | 7   | Pierfrancesco Chili | Klaffi Honda                | Honda CBR 1000RR   | 23   | +0:28.784 | 12º     | 9     |
| 8º   | 1   | James Toseland      | Ducati Xerox                | Ducati 999F05      | 23   | +0:36.604 | 23º     | 8     |
| 9º   | 16  | Sergio Fuertes      | Reynolds Motorrad           | Suzuki GSXR1000    | 23   | +0:39.524 | 26º     | 7     |
| 10º  | 94  | David Checa         | Yamaha GMT 94               | Yamaha YZF R1      | 23   | +0:39.775 | 11º     | 6     |
| 11º  | 8   | Ivan Clementi       | Kawasaki Bertocchi          | Kawasaki ZX10      | 23   | +0:40.047 | 19º     | 5     |
| 12º  | 155 | Ben Bostrom         | Renegade Koji               | Honda CBR 1000RR   | 23   | +0:42.941 | 16º     | 4     |
| 13º  | 200 | Giovanni Bussei     | Kawasaki Bertocchi          | Kawasaki ZX10      | 23   | +0:47.505 | 28º     | 3     |
| 14º  | 12  | Lorenzo Alfonsi     | D.F.X. Treme                | Yamaha YZF R1      | 23   | +0:47.585 | 20º     | 2     |
| 15º  | 22  | Iván Silva          | LaGlisse                    | Yamaha YZF R1      | 23   | +0:48.993 | 25º     | 1     |
| 16º  | 45  | Gianluca Vizziello  | Italia Lorenzini by Leoni   | Yamaha YZF R1      | 23   | +0:49.064 | 29º     |       |
| 17º  | 10  | Fonsi Nieto         | Ducati SC Caracchi          | Ducati 999RS       | 23   | +0:53.338 | 24º     |       |
| 18º  | 20  | Marco Borciani      | DFXtreme Sterilgarda        | Yamaha YZF R1      | 23   | +0:54.572 | 22º     |       |
| 19º  | 21  | Michel Nickmans     | Zone Rouge                  | Yamaha YZF R1      | 22   | +1 giro   | 32º     |       |

#### Ritirati
| Nº | Pilota            | Squadra                   | Motocicletta     | Giri | Griglia |
| -- | ----------------- | ------------------------- | ---------------- | ---- | ------- |
| 3  | Norifumi Abe      | Yamaha Motor France-Ipone | Yamaha YZF R1    | 21   | 8º      |
| 31 | Karl Muggeridge   | Winston Ten Kate Honda    | Honda CBR 1000RR | 19   | 6º      |
| 6  | Mauro Sanchini    | PSG-1 Kawasaki Corse      | Kawasaki ZX10    | 16   | 21º     |
| 24 | Garry McCoy       | Foggy Petronas Racing     | Petronas FP1     | 14   | 18º     |
| 17 | Miguel Praia      | DFXtreme Sterilgarda      | Yamaha YZF R1    | 10   | 31º     |
| 99 | Steve Martin      | Foggy Petronas Racing     | Petronas FP1     | 9    | 14º     |
| 25 | Alessio Velini    | Team Pedercini            | Ducati 999RS     | 7    | 30º     |
| 88 | Andrew Pitt       | Yamaha Motor Italia WSB   | Yamaha YZF R1    | 5    | 27º     |
| 19 | Lucio Pedercini   | Team Pedercini            | Ducati 999RS     | 5    | 5º      |
| 30 | José Luis Cardoso | D.F.X. Treme              | Yamaha YZF R1    | 3    | 17º     |
| 57 | Lorenzo Lanzi     | Ducati SC Caracchi        | Ducati 999RS     | 0    | 13º     |
| 76 | Max Neukirchner   | Klaffi Honda              | Honda CBR 1000RR | 0    | 4º      |

### Gara 2

#### Arrivati al traguardo[7]
| Pos. | Nº  | Pilota              | Squadra                     | Motocicletta       | Giri | Tempo     | Griglia | Punti |
| ---- | --- | ------------------- | --------------------------- | ------------------ | ---- | --------- | ------- | ----- |
| 1º   | 11  | Troy Corser         | Alstare Suzuki Corona Extra | Suzuki GSXR1000 K5 | 23   | 37:52.057 | 1º      | 25    |
| 2º   | 77  | Chris Vermeulen     | Winston Ten Kate Honda      | Honda CBR 1000RR   | 23   | +0:05.361 | 2º      | 20    |
| 3º   | 9   | Chris Walker        | PSG-1 Kawasaki Corse        | Kawasaki ZX10      | 23   | +0:07.184 | 7º      | 16    |
| 4º   | 41  | Noriyuki Haga       | Yamaha Motor Italia WSB     | Yamaha YZF R1      | 23   | +0:10.600 | 10º     | 13    |
| 5º   | 3   | Norifumi Abe        | Yamaha Motor France-Ipone   | Yamaha YZF R1      | 23   | +0:11.903 | 8º      | 11    |
| 6º   | 155 | Ben Bostrom         | Renegade Koji               | Honda CBR 1000RR   | 23   | +0:19.200 | 16º     | 10    |
| 7º   | 71  | Yukio Kagayama      | Alstare Suzuki Corona Extra | Suzuki GSXR1000 K5 | 23   | +0:19.345 | 9º      | 9     |
| 8º   | 88  | Andrew Pitt         | Yamaha Motor Italia WSB     | Yamaha YZF R1      | 23   | +0:23.246 | 5º      | 8     |
| 9º   | 94  | David Checa         | Yamaha GMT 94               | Yamaha YZF R1      | 23   | +0:24.787 | 11º     | 7     |
| 10º  | 7   | Pierfrancesco Chili | Klaffi Honda                | Honda CBR 1000RR   | 23   | +0:25.299 | 12º     | 6     |
| 11º  | 32  | Sébastien Gimbert   | Yamaha Motor France-Ipone   | Yamaha YZF R1      | 23   | +0:25.495 | 15º     | 5     |
| 12º  | 76  | Max Neukirchner     | Klaffi Honda                | Honda CBR 1000RR   | 23   | +0:27.833 | 4º      | 4     |
| 13º  | 8   | Ivan Clementi       | Kawasaki Bertocchi          | Kawasaki ZX10      | 23   | +0:31.339 | 19º     | 3     |
| 14º  | 45  | Gianluca Vizziello  | Italia Lorenzini by Leoni   | Yamaha YZF R1      | 23   | +0:33.013 | 29º     | 2     |
| 15º  | 12  | Lorenzo Alfonsi     | D.F.X. Treme                | Yamaha YZF R1      | 23   | +0:34.024 | 20º     | 1     |
| 16º  | 16  | Sergio Fuertes      | Reynolds Motorrad           | Suzuki GSXR1000    | 23   | +0:39.889 | 26º     |       |
| 17º  | 99  | Steve Martin        | Foggy Petronas Racing       | Petronas FP1       | 23   | +0:41.728 | 14º     |       |
| 18º  | 6   | Mauro Sanchini      | PSG-1 Kawasaki Corse        | Kawasaki ZX10      | 23   | +0:50.912 | 21º     |       |
| 19º  | 1   | James Toseland      | Ducati Xerox                | Ducati 999F05      | 22   | +1 giro   | 23º     |       |

#### Ritirati
| Nº  | Pilota            | Squadra                | Motocicletta     | Giri | Griglia |
| --- | ----------------- | ---------------------- | ---------------- | ---- | ------- |
| 31  | Karl Muggeridge   | Winston Ten Kate Honda | Honda CBR 1000RR | 15   | 6º      |
| 10  | Fonsi Nieto       | Ducati SC Caracchi     | Ducati 999RS     | 15   | 24º     |
| 20  | Marco Borciani    | DFXtreme Sterilgarda   | Yamaha YZF R1    | 12   | 22º     |
| 30  | José Luis Cardoso | D.F.X. Treme           | Yamaha YZF R1    | 10   | 17º     |
| 17  | Miguel Praia      | DFXtreme Sterilgarda   | Yamaha YZF R1    | 10   | 31º     |
| 22  | Iván Silva        | LaGlisse               | Yamaha YZF R1    | 10   | 25º     |
| 21  | Michel Nickmans   | Zone Rouge             | Yamaha YZF R1    | 8    | 32º     |
| 200 | Giovanni Bussei   | Kawasaki Bertocchi     | Kawasaki ZX10    | 5    | 28º     |
| 19  | Lucio Pedercini   | Team Pedercini         | Ducati 999RS     | 4    | 27º     |
| 24  | Garry McCoy       | Foggy Petronas Racing  | Petronas FP1     | 3    | 30º     |
| 25  | Alessio Velini    | Team Pedercini         | Ducati 999RS     | 3    | 18º     |

### Supersport

#### Arrivati al traguardo[3]
| Pos. | Nº  | Pilota                | Squadra                     | Motocicletta    | Giri | Tempo     | Griglia | Punti |
| ---- | --- | --------------------- | --------------------------- | --------------- | ---- | --------- | ------- | ----- |
| 1º   | 16  | Sébastien Charpentier | Winston Ten Kate Honda      | Honda CBR 600RR | 23   | 38:27.276 | 1º      | 25    |
| 2º   | 21  | Katsuaki Fujiwara     | Winston Ten Kate Honda      | Honda CBR 600RR | 23   | + 0.844   | 2º      | 20    |
| 3º   | 11  | Kevin Curtain         | Yamaha Motor Germany        | Yamaha YZF R6   | 23   | + 21.382  | 4º      | 16    |
| 4º   | 84  | Michel Fabrizio       | Italia Megabike             | Honda CBR 600RR | 23   | + 25.602  | 5º      | 13    |
| 5º   | 99  | Fabien Foret          | Megabike                    | Honda CBR 600RR | 23   | + 31.478  | 3º      | 11    |
| 6º   | 23  | Broc Parkes           | Yamaha Motor Germany        | Yamaha YZF R6   | 23   | + 32.837  | 6º      | 10    |
| 7º   | 77  | Barry Veneman         | Suzuki Netherland           | Suzuki GSX 600R | 23   | + 36.134  | 10º     | 9     |
| 8º   | 69  | Gianluca Nannelli     | Ducati SC Caracchi          | Ducati 749 R    | 23   | + 38.076  | 12º     | 8     |
| 9º   | 8   | Stéphane Chambon      | Gil Motor Sport             | Honda CBR 600RR | 23   | + 38.297  | 9º      | 7     |
| 10º  | 116 | Johan Stigefelt       | Stiggy Motorsports          | Honda CBR 600RR | 23   | + 38.750  | 8º      | 6     |
| 11º  | 12  | Javier Forés          | Alstare Suzuki Corona Extra | Suzuki GSX 600R | 23   | + 44.507  | 11º     | 5     |
| 12º  | 71  | Werner Daemen         | Van Zon Honda               | Honda CBR 600RR | 23   | + 45.628  | 13º     | 4     |
| 13º  | 45  | Sébastien Le Grelle   | Le Grelle Dholda in Action  | Honda CBR 600RR | 23   | + 52.390  | 14º     | 3     |
| 14º  | 87  | Arturo Tizón          | Promoracing                 | Yamaha YZF R6   | 23   | + 52.463  | 15º     | 2     |
| 15º  | 25  | Tatu Lauslehto        | Klaffi Honda                | Honda CBR 600RR | 23   | + 53.109  | 16º     | 1     |
| 16º  | 24  | Christophe Cogan      | Moto 1 - Suzuki             | Suzuki GSX 600R | 23   | +1:01.901 | 17º     |       |
| 17º  | 19  | Jarno Janssen         | Suzuki Netherland           | Suzuki GSX 600R | 23   | +1:14.140 | 18º     |       |
| 18º  | 28  | Sami Penna            | Ajo Promotion               | Honda CBR 600RR | 23   | +1:21.634 | 28º     |       |
| 19º  | 58  | Tomáš Mikšovský       | Intermoto Czech Republic    | Honda CBR 600RR | 23   | +1:24.882 | 22º     |       |

#### Ritirati
| Nº  | Pilota                 | Squadra                     | Motocicletta    | Giri | Griglia |
| --- | ---------------------- | --------------------------- | --------------- | ---- | ------- |
| 59  | Paweł Szkopek          | Intermoto Czech Republic    | Honda CBR 600RR | 16   | 27º     |
| 88  | Julien Enjolras        | Tati Team Beaujolais Racing | Yamaha YZF R6   | 15   | 20º     |
| 43  | Pedro Henrique Martins | Promoracing                 | Yamaha YZF R6   | 15   | 26º     |
| 14  | Andrea Berta           | Ducati Selmat               | Ducati 749 R    | 10   | 23º     |
| 127 | Robbin Harms           | Stiggy Motorsports          | Honda CBR 600RR | 8    | 24º     |
| 30  | Alessandro Antonello   | Kawasaki Bertocchi          | Kawasaki ZX 6RR | 7    | 19º     |
| 100 | Topi Haarala           | Ajo Motorsport              | Honda CBR 600RR | 5    | 21º     |
| 15  | Matteo Baiocco         | Lightspeed Kawasaki         | Kawasaki ZX 6RR | 5    | 25º     |
| 86  | Víctor Carrasco        | LaGlisse                    | Yamaha YZF R6   | 0    | 7º      |

### Superstock 1000

#### Arrivati al traguardo
| Pos. | Nº | Pilota                 | Squadra                     | Motocicletta     | Giri | Tempo     | Griglia | Punti |
| ---- | -- | ---------------------- | --------------------------- | ---------------- | ---- | --------- | ------- | ----- |
| 1º   | 54 | Kenan Sofuoğlu         | Yamaha Motor Germany        | Yamaha YZF R1    | 13   | 21'42.070 | 2º      | 25    |
| 2º   | 69 | Didier Van Keymeulen   | Yamaha Motor Germany        | Yamaha YZF R1    | 13   | +3.876    | 1º      | 20    |
| 3º   | 55 | Massimo Roccoli        | Italia Lorenzini by Leoni   | Yamaha YZF R1    | 13   | +5.027    | 4º      | 16    |
| 4º   | 37 | William De Angelis     | Team Trasimeno              | Yamaha YZF R1    | 13   | +5.203    | 8º      | 13    |
| 5º   | 41 | Craig Coxhell          | EMS Racing                  | Suzuki GSX 1000R | 13   | +6.564    | 6º      | 11    |
| 6º   | 48 | Fabrizio De Marco      | Gimotorsport UnionBikeDucci | MV Agusta        | 13   | +13.936   | 17º     | 10    |
| 7º   | 57 | Ilario Dionisi         | Celani - Suzuki Italia      | Suzuki GSX 1000R | 13   | +22.396   | 13º     | 9     |
| 8º   | 40 | Hervé Gantner          | Badan Yamaha                | Yamaha YZF R1    | 13   | +24.228   | 10º     | 8     |
| 9º   | 86 | Ayrton Badovini        | EVR Corse Biassono Racing   | MV Agusta        | 13   | +25.219   | 15º     | 7     |
| 10º  | 47 | Richard Cooper         | MS Akuna Racing             | Honda CBR 1000RR | 13   | +25.485   | 16º     | 6     |
| 11º  | 14 | Pierrot Lerat-Vanstaen | Association Plein Gaz       | Suzuki GSX 1000R | 13   | +29.217   | 18º     | 5     |
| 12º  | 11 | Denis Sacchetti        | PSG-1 Corse                 | Kawasaki ZX10    | 13   | +32.641   | 21º     | 4     |
| 13º  | 60 | Julián Mazuecos        | PL Motoracing               | Yamaha YZF R1    | 13   | +32.656   | 9º      | 3     |
| 14º  | 28 | Sepp Vermonden         | Racing Dirk Van Mol         | Suzuki GSX 1000R | 13   | +32.985   | 20º     | 2     |
| 15º  | 71 | Petter Solli           | SolliRacing                 | Yamaha YZF R1    | 13   | +34.615   | 19º     | 1     |
| 16º  | 34 | José Hurtado           | Alapont Competition         | Yamaha YZF R1    | 13   | +34.968   | 22º     |       |
| 17º  | 88 | Victor Cox             | Beowulf Motorsport.com      | Suzuki GSX 1000R | 13   | +39.740   | 28º     |       |
| 18º  | 24 | Marko Jerman           | MD Team Jerman              | Suzuki GSX 1000R | 13   | +52.249   | 25º     |       |
| 19º  | 77 | Nicolas Saelens        | Racing Dirk Van Mol         | Suzuki GSX 1000R | 13   | +54.570   | 27º     |       |
| 20º  | 51 | Jan Roar Ims           | IMS Racing                  | Yamaha YZF R1    | 13   | +58.601   | 24º     |       |
| 21º  | 9  | Luca Scassa            | Ormeni Racing               | Yamaha YZF R1    | 13   | +1'00.182 | 7º      |       |
| 22º  | 32 | Alex Martinez          | PMS Corse                   | Yamaha YZF R1    | 13   | +1'00.832 | 3º      |       |
| 23º  | 73 | Martin Choy            | Prista Oil Racing           | Suzuki GSX 1000R | 13   | +1'07.159 | 30º     |       |
| 24º  | 25 | Olivier Depoorter      | Autophone Racing            | Yamaha YZF R1    | 13   | +1'14.315 | 26º     |       |
| 25º  | 22 | Leroy Verboven         | Herman Verboven Racing      | Suzuki GSX 1000R | 13   | +1'18.448 | 29º     |       |
| 26º  | 82 | Yann Gyger             | Team Tyger                  | Suzuki GSX 1000R | 13   | +1'27.159 | 31º     |       |
| 27º  | 12 | Denny Lannoo           | Zone Rouge                  | Yamaha YZF R1    | 13   | +1'31.230 | 23º     |       |
| 28º  | 68 | Daniele Vaghi          | EVR Corse Biassono Racing   | MV Agusta        | 13   | +1'41.331 | 32º     |       |

#### Ritirati
| Nº | Pilota             | Squadra                     | Motocicletta       | Giri | Griglia |
| -- | ------------------ | --------------------------- | ------------------ | ---- | ------- |
| 31 | Vittorio Iannuzzo  | Gimotorsport UnionBikeDucci | MV Agusta          | 1    | 12º     |
| 16 | Enrique Rocamora   | HP Racing                   | Suzuki GSX 1000R   | 0    | 14º     |
| 53 | Alessandro Polita  | Celani - Suzuki Italia      | Suzuki GSX 1000R   | 0    | 11º     |
| 5  | Riccardo Chiarello | Alstare Suzuki Corona Extra | Suzuki GSXR1000 K5 | 0    | 5º      |

### Superstock 600

#### Arrivati al traguardo
| Pos. | Nº | Pilota                 | Squadra                     | Motocicletta    | Giri | Tempo     | Griglia | Punti |
| ---- | -- | ---------------------- | --------------------------- | --------------- | ---- | --------- | ------- | ----- |
| 1º   | 32 | Yoann Tiberio          | Junior Team Megabike        | Honda CBR 600RR | 11   | 19'10.867 | 3º      | 25    |
| 2º   | 71 | Claudio Corti          | Trasimeno                   | Yamaha YZF R6   | 11   | +0.122    | 7º      | 20    |
| 3º   | 19 | Xavier Siméon          | Alstare Suzuki Corona Extra | Suzuki GSX 600R | 11   | +4.242    | 1º      | 16    |
| 4º   | 59 | Niccolò Canepa         | Kawasaki Bertocchi          | Kawasaki ZX 6RR | 11   | +7.880    | 4º      | 13    |
| 5º   | 16 | Agustín Pérez Muñoz    | Alapont Competition         | Honda CBR 600RR | 11   | +11.588   | 8º      | 11    |
| 6º   | 21 | Maxime Berger          | MBE                         | Honda CBR 600RR | 11   | +16.078   | 10º     | 10    |
| 7º   | 86 | Javier Hidalgo         | Hidalva Team                | Honda CBR 600RR | 11   | +17.560   | 11º     | 9     |
| 8º   | 39 | Nicky Wimbauer         | Moto 1                      | Suzuki GSX 600R | 11   | +25.367   | 17º     | 8     |
| 9º   | 24 | Daniele Beretta        | DBG Racing                  | Kawasaki ZX 6RR | 11   | +27.340   | 14º     | 7     |
| 10º  | 73 | Andrzej Chmielewski    | DFXtreme Majestic           | Yamaha YZF R6   | 11   | +28.636   | 20º     | 6     |
| 11º  | 37 | Henri Taipale          | Ajo Promotion               | Honda CBR 600RR | 11   | +43.284   | 24º     | 5     |
| 12º  | 51 | Alessia Polita         | Celani Team - Suzuki Italia | Suzuki GSX 600R | 11   | +43.969   | 19º     | 4     |
| 13º  | 27 | Barry Burrell          | MS Akuna Racing             | Honda CBR 600RR | 11   | +44.069   | 22º     | 3     |
| 14º  | 26 | Tom van Looy           | Herman Verboven Racing      | Suzuki GSX 600R | 11   | +44.338   | 23º     | 2     |
| 15º  | 41 | Davide Caldart         | WLB Racing                  | Yamaha YZF R6   | 11   | +1'04.530 | 25º     | 1     |
| 16º  | 13 | Gabriele Perri         | SBP Racing                  | Kawasaki ZX 6RR | 11   | +1'05.384 | 21º     |       |
| 17º  | 64 | Daniel Rivas Fernandez | Moto Sport Racing           | Honda CBR 600RR | 11   | +1'05.999 | 15º     |       |
| 18º  | 33 | Marek Szkopek          | Grandys Junior Racing       | Suzuki GSX 600R | 11   | +1'06.141 | 26º     |       |
| 19º  | 11 | Ronald ter Braake      | Ten Kate Kobutex Honda      | Honda CBR 600RR | 10   | +1 giro   | 6º      |       |
| 20º  | 14 | Nicolas Pirot          | Zone Rouge                  | Yamaha YZF R6   | 10   | +1 giro   | 27º     |       |

#### Ritirati
| Nº | Pilota               | Squadra                     | Motocicletta    | Giri | Griglia |
| -- | -------------------- | --------------------------- | --------------- | ---- | ------- |
| 88 | Andrea Antonelli     | Lightspeed Kawasaki         | Kawasaki ZX 6RR | 10   | 2º      |
| 96 | Jonathan Gallina     | Junior Team Italia Megabike | Honda CBR 600RR | 9    | 9º      |
| 99 | Jorge Villar Machado | Alapont Competition         | Honda CBR 600RR | 8    | 12º     |
| 31 | Patrick McDougall    | Beowulf Motorsport.com      | Suzuki GSX 600R | 7    | 18º     |
| 68 | David Forner         | Alapont Competition         | Honda CBR 600RR | 3    | 5º      |